# イジャスラフ3世

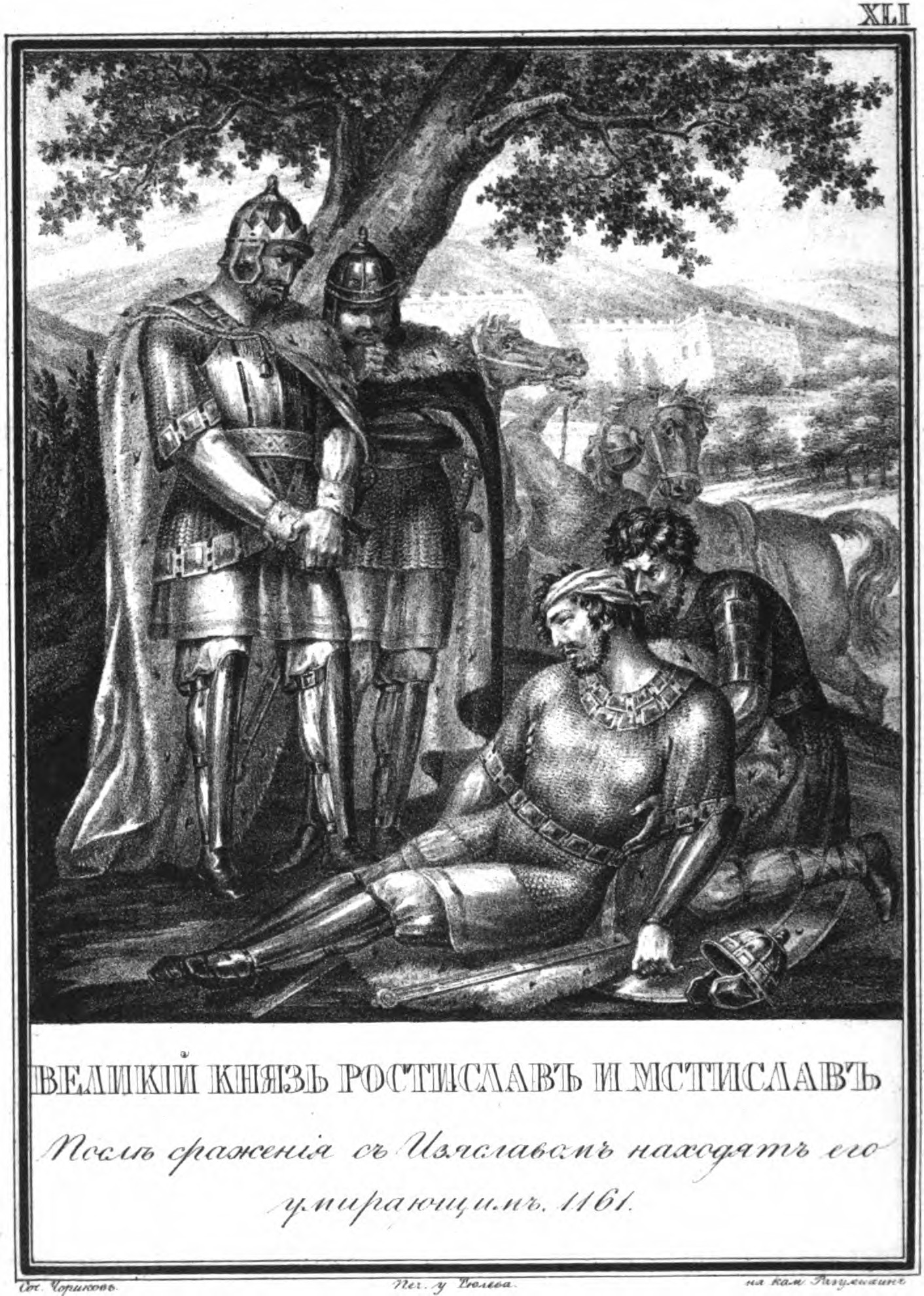
瀕死のイジャスラフ3世を発見するロスチスラフ1世とムスチスラフ2世（ボリス・チョリコフ画）

イジャスラフ3世（古ルーシ語:Изѧславъ III Двд҃вичъ、? - 1162年）は、キエフ大公（在位：1154年 - 1155年）。キエフ大公スヴャトスラフ2世の孫で、ダヴィドの四男にあたる。母はフェオドシア某。キエフ大公フセヴォロド2世の従兄弟。

## 生涯
モノマフ一門とチェルニゴフ一門との大公位争いのまっただ中で1154年にイジャスラフ2世が死去する。彼を継いだロスチスラフ1世をイジャスラフ（3世）はキエフ大公として認めなかった。ロスチスラフがイジャスラフにその承認を求めにチェルニゴフに来た際にもイジャスラフはこれを拒絶した。その結果、両者は軍事衝突にいたり、イジャスラフがロスチスラフを打ち破る。キエフ市民はイジャスラフを公として迎え入れる。
しかし、北方のユーリー・ドルゴルーキーが彼に抗議し、イジャスラフはキエフを捨て、チェルニゴフに戻った。キエフはユーリーにより占領された。
イジャスラフは再度キエフ大公を目指すが、ユーリーの息子グレプと自分の娘との結婚により、両者の間に同盟関係が生まれた。
だが、1157年にユーリーが死去すると、ポーロヴェツ人の襲撃を恐れるキエフ市民により、再度キエフに招かれ、大公位に就いた。しかし、これを快く思わないガーリチのヤロスラフ公は1159年にイジャスラフを破り、その結果イジャスラフは逃亡した。
その後、再度、キエフを欲し、1161年にこれを征服し、再度大公位に就く。しかし、前大公ロスチスラフ1世との和平交渉に失敗し、ロスチスラフ軍の増強を前にして逃亡する。しかし追っ手により殺害された。